# Cicala d'inverno
Cicala d'inverno (冬の蝉?, Fuyu no semi) è un anime OAV in 3 episodi usciti nel 2007; è liberamente ispirato alla serie manga yaoi Haru o daiteita (da cui è stato tratto l'anime conosciuto in Italia come Giochi d'amore), scritta da Yūka Nitta.
Si tratta della pellicola cinematografica, girata all'interno del manga originario, dai due personaggi protagonisti. Nell'agosto del 2012 è stato pubblicato in italiano dalla Yamato Video; gli episodi sono poi stati pubblicati per lo streaming su internet sul canale di YouTube Yamato Animation rispettivamente il 20 settembre, il 27 settembre e il 4 ottobre 2013.

## Trama
Questa parte della storia si svolge durante gli anni '60 dell'19 secolo, quando il Giappone si trasformò definitivamente da uno Shogunato ad un dominio imperiale ed iniziò ad entrare in rapporti commerciali col resto del mondo.

### 1º Episodio
Ci troviamo nel 1862, all'inizio dell'era Bunkyuu. Toma Kusaka, a differenza del clan a cui appartiene, crede nella possibilità d'aver rapporti pacifici con i paesi stranieri attraverso scambi culturali e conoscenza reciproca: l'apertura del paese agli stranieri per lui è stata decisamente una cosa positiva e buona.
Durante il tentativo di fermare altri membri del suo gruppo dall'appiccar il fuoco all'ambasciata britannica, Toma si vien a trovare di fronte ad un samurai Bakufu, il quale aiuta lui ed il suo compagno Aizawa a sfuggire all'arresto.
Passano degli anni, durante il tentativo di trovare una scuola che gli potesse insegnar l'inglese, Toma incontra nuovamente il samurai che gli aveva salvato la vita e finalmente viene a sapere come si chiama: Keiichirou Akizuki. Riconosciutolo, gli offre la possibilità di stare a studiare assieme a lui.
Essendo però di classi sociali nettamente differenti, debbono prendere però costanti precauzioni per non farsi notare mentre sono in compagnia; questo nell'intento d'evitare conflitti con le loro rispettive famiglie d'appartenenza. Keiichirou, essendo sempre stato educato privatamente, si diverte a conoscere meglio lo stile di vita popolare che gli insegna Toma.

### 2º Episodio
Toma sta riflettendo seriamente di tagliare radicalmente i legami col proprio clan, quando gli viene data la possibilità d'essere mandato niente meno che a Londra per poter conoscer più da vicino il mondo occidentale. Prima di partire però vuole incontrare per l'ultima volta l'amico, ed in questa occasione per la prima volta riesce a confessargli apertamente i suoi sentimenti. Quella notte la passeranno assieme.
Mentre Toma si trova in Inghilterra, l'amico ed amante rimasto in Giappone riesce un poco alla volta a guadagnare la leadership del suo clan. Dopo quattro anni d'assenza, tornato in patria, Toma riceve un posto d'alto rango all'interno delle file dell'esercito imperiale.
Ed è proprio durante questa difficile epoca che il Giappone si trova alle prese con la più grande guerra civile che abbia mai dovuto affrontare, la guerra Boshin: Toma si trova dalla parte degli imperiali, mentre Keiichirou da quella dello Shōgun. Durante una delle ultime e più sanguinose battaglie, combattute senza esclusione di colpi da entrambe le parti in causa, Toma trova Keiichirou sul punto di commettere seppuku dopo aver perduto una gamba per colpa d'una cannonata. Quando uno dei commilitoni vede Toma aiutar il nemico, non esita ad ucciderlo, per protegger se stesso e l'amante.

### 3º Episodio
Sono passati altri quattro anni e Toma si trova a lavorare per il nuovo governo; indossa abiti in stile occidentale e vive in una casa altrettanto moderna. In una stanza segreta dietro la casa continua però a tenere nascosto Keiichirou. La relazione tra i due amanti è però un po' burrascosa, in quanto il samurai non può proprio sopportare il fatto d'esser tenuto nascosto in mezzo alle comodità mentre i suoi compagni soffrono in prigione: per questo motivo vorrebbe eroicamente uccidersi.
Alla fine Aizawa, ora ufficiale del nuovo governo, scopre la loro relazione; egli affronta senza esitazione Keiichirou ricordandogli i suoi doveri di samurai. Poco dopo un gruppo di poliziotti irrompe in casa di Kusaka e li smaschera. Keiichirou però, pur privo d'un arto, riesce a trascinarsi fuori e fuggire: ha lasciato all'amato un biglietto d'addio sul cuscino futon.
Si trascina per un po' lungo il terreno coperto da uno spesso strato di neve; fermatosi in mezzo al bosco, con una corta spada, lasciatagli da Aizawa, si apre il ventre. Toma lo scopre poco dopo, prende la spada usata per il suicidio dalle mani dell'amante e si uccide pure lui. Rimarranno così per sempre insieme: oramai nessuno riuscirà mai più a separarli.

## Edizione italiana
L'edizione italiana della serie è stata curata da Yamato Video. La traduzione dal giapponese è stata curata da Enrico Croce, mentre l'adattamento dei dialoghi è di Giorgio Bassanelli Bisbal. Il doppiaggio è stato effettuato presso lo studio Raflesia di Milano sotto la direzione di Elisabetta Cesone.

### Doppiatori italiani
- Federico Zanandrea: Toma Kusaka
- Lorenzo Scattorin: Keiichiro Akizuki
- Paolo De Santis: Seinoshin Aizawa
- Matteo Zanotti: Keisuke Ootori